# Place Sully-Lombard
La place Sully-Lombard est une voie située dans le quartier Saint-Fargeau du 20e arrondissement de Paris.

## Situation et accès
La place Sully-Lombard est desservie à proximité par la ligne 3 à la station Porte de Bagnolet.

## Origine du nom
Elle porte le nom du pasteur Sully Lombard (1866-1951) qui fonda la coopérative la Campagne à Paris en 1907. Cet organisme construisit des logements à proximité pour les personnes aux revenus modestes. 

## Historique
Cette place a été créée sous sa dénomination actuelle par la mairie de Paris par un arrêté municipal du 30 avril 2004, près de la porte de Bagnolet, sur l'espace des voies qui l'entoure. 

## Bâtiments remarquables et lieux de mémoire
- La Campagne à Paris
- Le square Géo-Chavez